# صامتة بن يحيى
صامتة بن يحيى (ولدت في قسنطينة، الجزائر، في 1949). فنانة جزائرية وفرنسية الجنسية، عرفت بالأنماط الهندسية ذات الطابع العربي الأندلسي ونوافذ الورد والتي سميت «فاطمة». درست بن يحيى في المدرسة العليا المحلية لفنون الديكور، باريس من 1974 إلى 1980، وتلى ذلك دراستها في المدرسة العليا للفنون الجميلة بالجزائر من 1980 إلى 1988. انتقلت إلى فرنسا في 1988 وحصلت على شهادة الماجيستير في الفنون التشكيلية من جامعة باريس 7 ديدرو، وهي تعمل الآن وتعيش في باريس.
في خلال العشرين سنة الماضية، شاركت بن يحيى في العديد من المعارض الجماعية والمنفردة في كثير من الأماكن حول العالم، مثل دورة الفنون بداكار، السنغال (2004)، دورة البندقية (2003)، الفن المعاصر بـ أكسفورد، إنجلترا (2003)، كالترهيست، ستوكهولم، السويد (2004)، معرض سباسكس، إكسيتر، المملكة المتحدة (2001-2002)، مسكن ومعرض الفنون بشكل عام، نيويورك الولايات المتحدة الأمريكية (1996)، والعديد من المعارض في أوروبا والعالم.
صامتة هي أخت فنان الرسم والنحت «أحمد بن يحيى»، تلميذ «سيزار بالداتشيني» في مدرسة الفنون الجميلة بباريس، والذي قام مؤخرا بتصميم جائزة "سازار"، والتي تعادل جائزة «الأوسكار» الأمريكية بفرنسا. وهي خالة فنان الشريط المرسوم الجزائري رسيم بن يحيى.

## الأعمال
في الفن المعماري لـ الإزار أو المعوز، وصفت أعمال بنت يحيي على أنها مكتسبة لهذا الطابع:
من الـمشربية، أي الشاشات الخشبية المفرغة الإسلامية المعمار، المستخدمة في منطقة البحر المتوسط، لتغطية الشبابيك والمشارف، والتي تتيح للنساء في الداخل مشاهدة العالم الخارجي دون رؤيتهن. التركيب الفني منح استكشافاً جميلاً ومتغيراً للجنس (ذكر/أنثى) بالإضافة إلى جدلية بين الفن الداخلي والخارجي، النور والظلال، الإخفاء والإظهار، والحيّز الخاص في مقابلة الحيّز العام.
وصفت أعمالها بالمميزات الآتية: خاطفة للأنظار بألوانها وتصميمها، تدعونا لمناقشة الحدود الوهمية في الحيز المعاصر للمعرض بينما التصاميم التقليدية لـ المغرب العربي الكبير تكشف أيضا فكرة الوجودية. من خلال استخدام التكرار، المصممين الماهرين من الجزيرة العربية بالإضافة إلى الفنانيين المعاصرين على غرار الفنانة بن يحيى قاموا باستخدام خطوط مركبة ولكنها بسيطة لإعطاء إيحاء اللانهاية، والتي تقرن عادة بالمعتقد الإسلامي لوجود الله. براقة كانعكاسات البحر، قطعة فنية كهذه هي دعوة إلى «الارتقاء » في مجمل تصميم الديكور.